# Голден (Ирландия)
Голден (англ. Golden; ирл. An Gabhailín) — деревня в Ирландии, находится в графстве Южный Типперэри (провинция Манстер), на реке Шур.
Деревня расположена на очень плодородной земле

## Демография
Население — 255 человек (по переписи 2006 года). В 2002 году население составляло 268 человек.
Данные переписи 2006 года:
| Общие демографические показатели |               |                               |                               |      |      |
| Всё население                    | Всё население | Изменения населения 2002—2006 | Изменения населения 2002—2006 | 2006 | 2006 |
| 2002                             | 2006          | чел.                          | %                             | муж. | жен. |
| 268                              | 255           | -13                           | -4,9                          | 118  | 137  |